# Nemoria elfa
Nemoria elfa là một loài bướm đêm trong họ Geometridae.